# Isatou Touray
Isatou Touray (Banjul, 17 de març de 1955) és una política i activista feminista de Gàmbia. Durant dècades ha treballat en gènere i desenvolupament i contra la violència de gènere. Al setembre de 2016, va anunciar la seva candidatura a la Presidència de la Gàmbia convertint-se en la primera candidata en la història del país.
El 5 de novembre de 2016 va anunciar la retirada de la seva candidatura en favor del candidat de l'oposició Adama Barrow, representant de set partits de l'oposició designat el 31 d'octubre com a candidat únic.
Després de ser Ministra de Salut, va assumir la Vicepresidència del seu país el març de 2019.

## Biografia
Va créixer a Banjul. Va treballar durant un temps com a professora mentre estudiava i es va graduar el 1971 com a professora en economia familiar i anglès. Després de la seva graduació va treballar primer com a professora i posteriorment com a formadora comunitària en temes de gènere i desenvolupament. Va cursar estudis universitaris a Sokoto (Nigèria) i un màster en Estudis de Desenvolupament amb especialització en gènere i desenvolupament a l'Institute of Social Studies de la Haia i a la Universitat de Sussex.
Touray ha liderat durant dècades campanyes per promoure els drets humans de les dones, la creació de xarxes contra la violència de gènere, en defensa dels drets sexuals i reproductius. És cofundadora i directora executiva de l'organització GAMCOTRAP contra la Mutilació Genital Femenina i coordinadora de la campanya contra l'explotació de les dones, One Billion Rising per a l'Àfrica Occidental (Gàmbia, Senegal, Guinea Bissau, Mali i Sierra Leone).

## Vida personal
El 5 d'octubre de 1978, als 22 anys, es va casar amb Alagie Malang Touray amb qui té quatre fills, tres noies i un noi. Durant 17 anys va viure a Nigèria.